# Aloe bourea
Aloe bourea é uma espécie de liliopsida do gênero Aloe, pertencente à família Asphodelaceae.